# Live! (Steve Miller Band)
Live! è il tredicesimo album della Steve Miller Band, pubblicato dalla Capitol Records nel 1983. Il disco fu registrato dal vivo al Pine Knob di Detroit, Michigan il 25 settembre del 1982.

## Tracce
Lato A
1. Gangster of Love – 2:45 (Johnny Guitar Watson)
2. Rock'n Me – 4:02 (Steve Miller)
3. Living in the U.S.A. – 3:19 (Steve Miller)
4. Fly Like an Eagle – 3:30 (Steve Miller)
5. Jungle Love – 3:37 (Lonnie Turner, Greg Douglas, Steve Miller, Morris Day)

Lato B
1. The Joker – 2:55 (Steve Miller (o) Ahmet Ertegun, Eddie Curtis, Steve Miller)
2. Mercury Blues – 5:22 (K.C. Douglas)
3. Take the Money and Run – 3:49 (Steve Miller)
4. Abracadabra – 3:35 (Steve Miller)
5. Jet Air Liner – 4:28 (Steve Miller, Paul Pena)

Edizione CD del 1983, pubblicato dalla Mercury Records (811 020-2)
1. Gangster of Love – 2:56 (Johnny Guitar Watson)
2. Rock'n Me – 4:07 (Steve Miller)
3. Living in the U.S.A. – 3:26 (Steve Miller)
4. Fly Like an Eagle – 3:39 (Steve Miller)
5. Jungle Love – 3:31 (L. Turner, G. Douglass)
6. The Joker – 3:02 (S. Miller, A. Ertegun, E. Curtis)
7. Mercury Blues – 5:27 (K.C. Douglas, arr. di Steve Miller)
8. Take the Money and Run – 3:53 (Steve Miller)
9. Abracadabra – 3:43 (Steve Miller)
10. Jet Airliner – 4:56 (P. Pena)
11. Buffalo's Serenade – 6:42 (Steve Miller, Norton Buffalo) – Bonus track

## Musicisti
- Steve Miller - chitarra, voce
- John Massaro - chitarra
- Kenny Lee Lewis - chitarra, basso
- Byron Allred - tastiere
- Norton Buffalo - armonica, voce
- Gerald Johnson - basso
- Gary Mallaber - batteria